# Глогова (Братунац)
Глогова (серб. Глогова / Glogova) — село в общине Братунац Республики Сербской Боснии и Герцеговины. Население составляет 962 человека по переписи 2013 года.

## История
Деревня стала эпицентром печальных событий 8 мая 1992, когда там были расстреляны 65 местных жителей. В произошедшем обвинили отряд сербских военных, ведомый Мирославом Дероничем (серб. Miroslav Deronjić).

## Население[3]
По данным на 1991 год, в селе проживали 1913 человек, из них:
- 1901 — бошняки,
- 6 — сербы,
- 4 — югославы,
- 1 — хорват,
- 1 — представитель иной национальности.